# George Horine

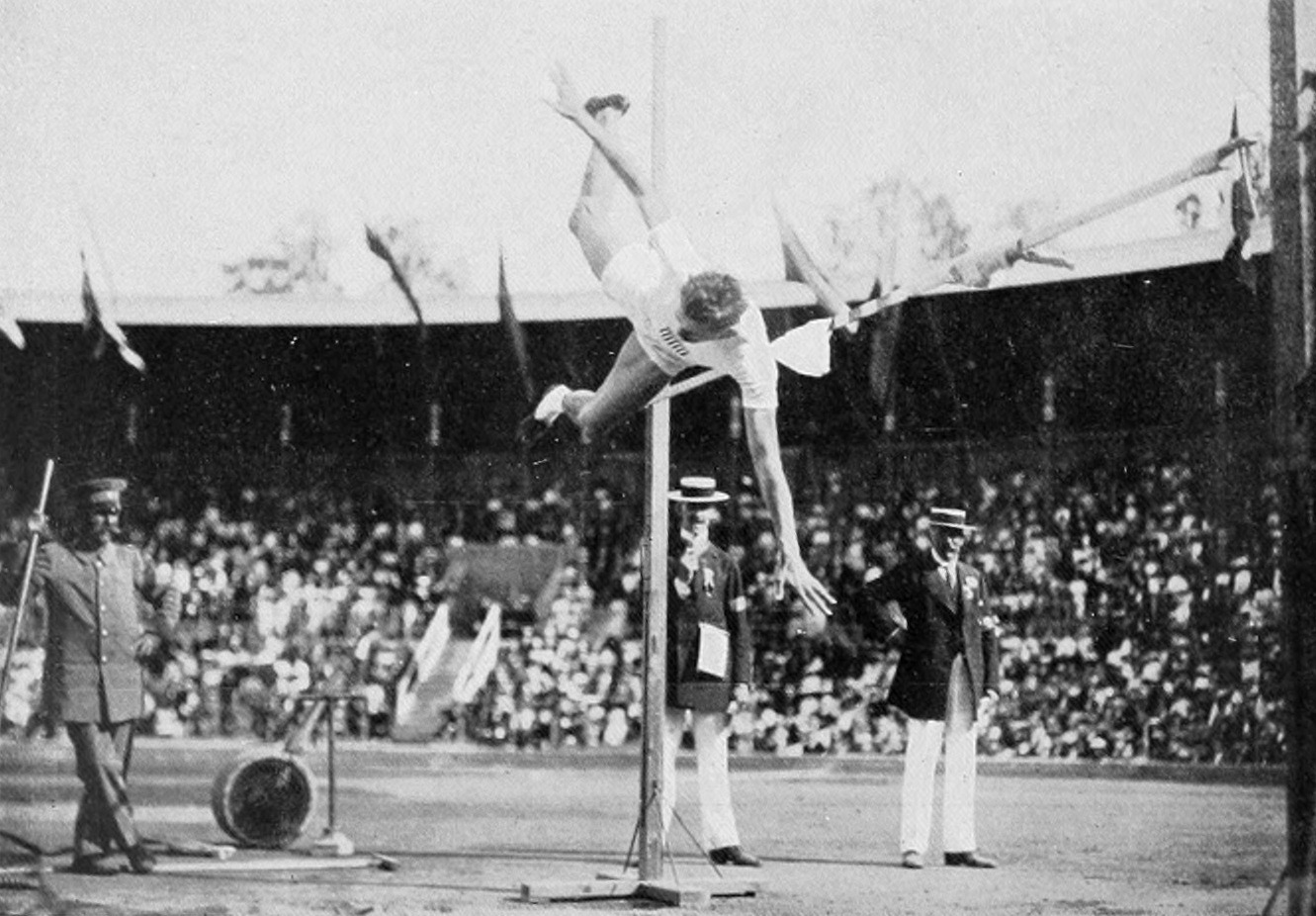
Horine bei den Olympischen Spielen 1912

George Horine (* 3. Februar 1890 in Escondido; † 28. November 1948 in Modesto) war ein US-amerikanischer Leichtathlet, der vor dem Ersten Weltkrieg im Hochsprung erfolgreich war. Der für die Stanford-Universität startende Athlet sprang zwei Weltrekorde und gewann eine olympische Bronzemedaille. Horine ist als der erste Springer über 2 m in die Geschichte eingegangen.

## Karriere
George Horine prägte eine neue Sprungtechnik, die fortan als Western-Roller bezeichnet wurde und den von dem Amerikaner William Page 1874 erfundenen Schersprung ablöste. Während beim Schersprung die Beine nacheinander die Latte überquerten, bestand der Western-Roller aus einer einzigen horizontalen Bewegung, bei der das parallel zur Latte gebrachte Sprungbein unter dem Schwungbein hindurch über die Latte gezogen wurde. Diese Technik hatte den Vorteil, dass der Körperschwerpunkt niedriger lag als beim Schersprung. Der Western-Roller wurde erst in den 1950er Jahren durch den Straddle verdrängt.
Als Horine im olympischen Jahr 1912 eine Höhe von 6′ 7″ (= 2,007 m) übersprang, wurde diese Leistung von der IAAF mit 2,01 m – später auf 2,00 m korrigiert – als erster offizieller Weltrekord im Hochsprung in die Liste aufgenommen.
In Stockholm 1912 kam er mit den schlechten äußeren Bedingungen – die vom Regen aufgeweichte Anlaufbahn war mit Torf bestreut worden – nicht zurecht und übersprang lediglich bescheidene 1,89 m, die jedoch für den Gewinn der Bronzemedaille ausreichten.
George Horine bestritt im Laufe seiner Karriere insgesamt 64 Wettkämpfe, von denen er 59 gewann. Dabei sprang er 17 Mal höher als 6′ 6″(= 1,981 m).

## Weltrekorde
- 1,98 m am 29. März 1912 in Palo Alto
- 2,00 m am 18. Mai 1912[1] in Palo Alto (fast genau zwei Jahre später von seinem Landsmann Edward Beeson auf 2,01 m verbessert)

## Olympische Spiele
- 1912 Stockholm:
  - Bronze mit 1,89 m hinter Alma Richards mit 1,93 m und Hans Liesche (Deutschland) mit 1,91 m